# Door to Door (film)
Door to Door è un film giapponese per la Televisione (tanpatsu) di TBS trasmesso nel 2009; con Kazunari Ninomiya che interpreta il ruolo del protagonista. 

## Trama
Basato sulla storia vera di Bill Porter, un uomo affetto da paralisi cerebrale: pur se inizialmente messo in un angolo da ogni ambito sociale e lavorativo, non si perde d'animo ma mette tutto il suo impegno nel mondo del lavoro come venditore porta a porta.
Arriva a fare chilometri di strada a piedi ogni giorno per poter soddisfare al meglio i suoi clienti; raggiungendo così le più alte vendite all'interno della sua azienda.